# Monument Oterdum
Het Monument Oterdum (1978) is een gedenkteken ter nagedachtenis aan het Groninger dorp Oterdum.

## Achtergrond
Oterdum is een voormalig dijkdorp aan de Eems in de landstreek Oosterhoek tussen Delfzijl en Termunten. In de jaren zestig van de twintigste eeuw moest de zeedijk op grond van de veiligheidseisen van de eerste Deltawet ter plekke worden verbreed. Het dorp werd daarom volledig gesloopt. Wat rest is een verzameling grafzerken op de locatie van de oude kerk en het kerkhof. Het industriegebied Oosterhorn dat hier was ontworpen, reikt mede door de oliecrisis van 1973 niet tot Oterdum. In 1978 maakte de Groninger beeldhouwer Thees Meesters een monument in de vorm van een bronzen hand op een bakstenen sokkel, dat herinnert aan het dorp. Het werd geplaatst op het gereconstrueerde kerkhof op de zeedijk.
Het bronzen beeld werd in de nacht van 7 op 8 februari 2011 gestolen en is niet teruggevonden. In 2013 maakte Mette Bus een replica naar het origineel. Vanwege de hoge kosten van brons en mogelijke herhaling van diefstal, werd -met toestemming van Meesters' familie- gekozen voor kunststof. Het nieuwe beeld werd op 31 mei 2013 onthuld door drie oud-inwoners van Oterdum.

## Beschrijving
Meesters maakte een open hand, met in de palm het 19e-eeuwse kerkje van Oterdum. Onderaan de pols zijn de golven van de zee en fabriekspijpen te zien, de 'vijanden' van Oterdum. De rug van de hand werd gekeerd naar het industrieterrein van Delfzijl. Het beeld staat op een gemetselde bakstenen sokkel.

## Afbeeldingen

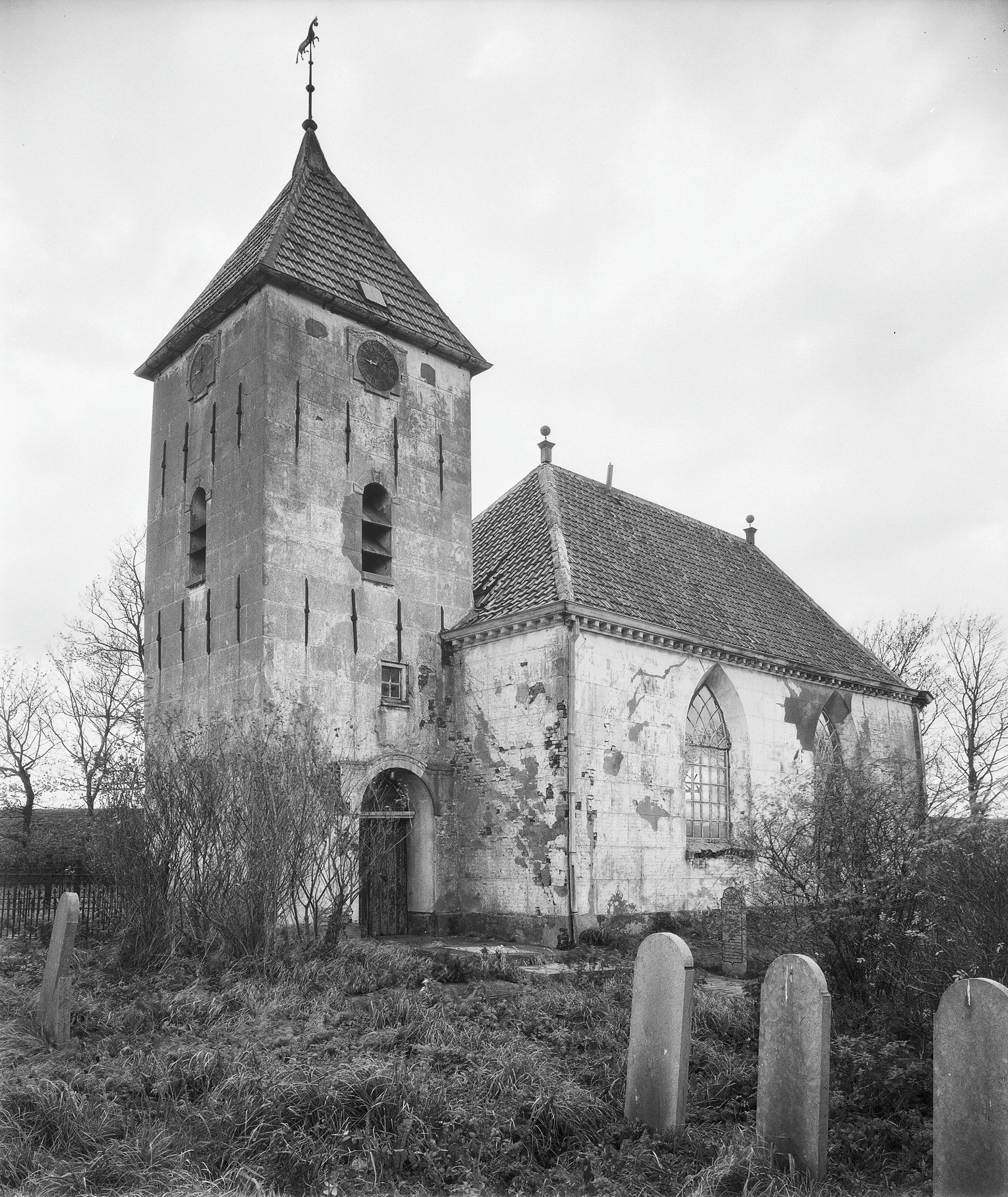
Kerkje van Oterdum
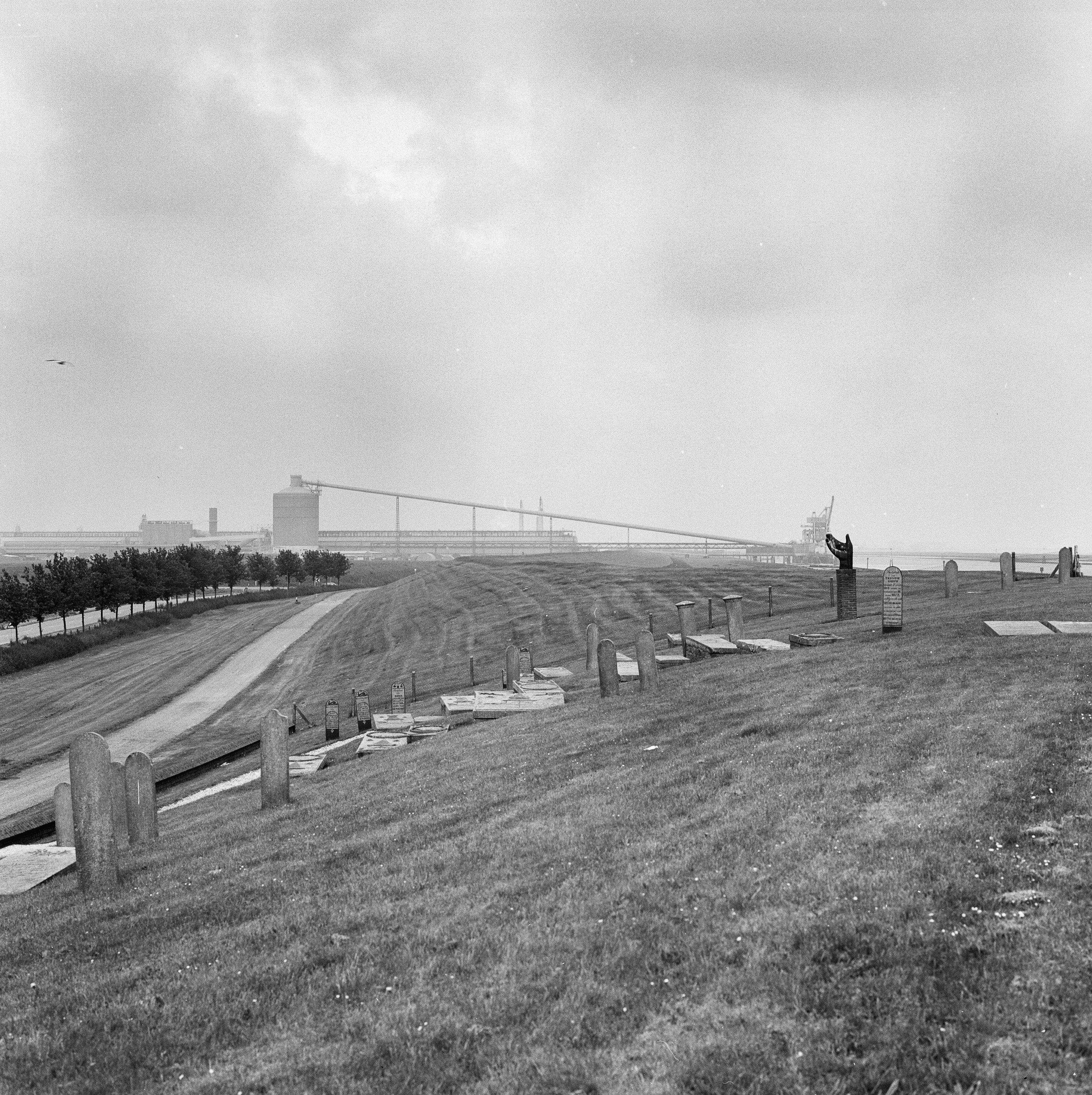
Het kerkhof met het monument
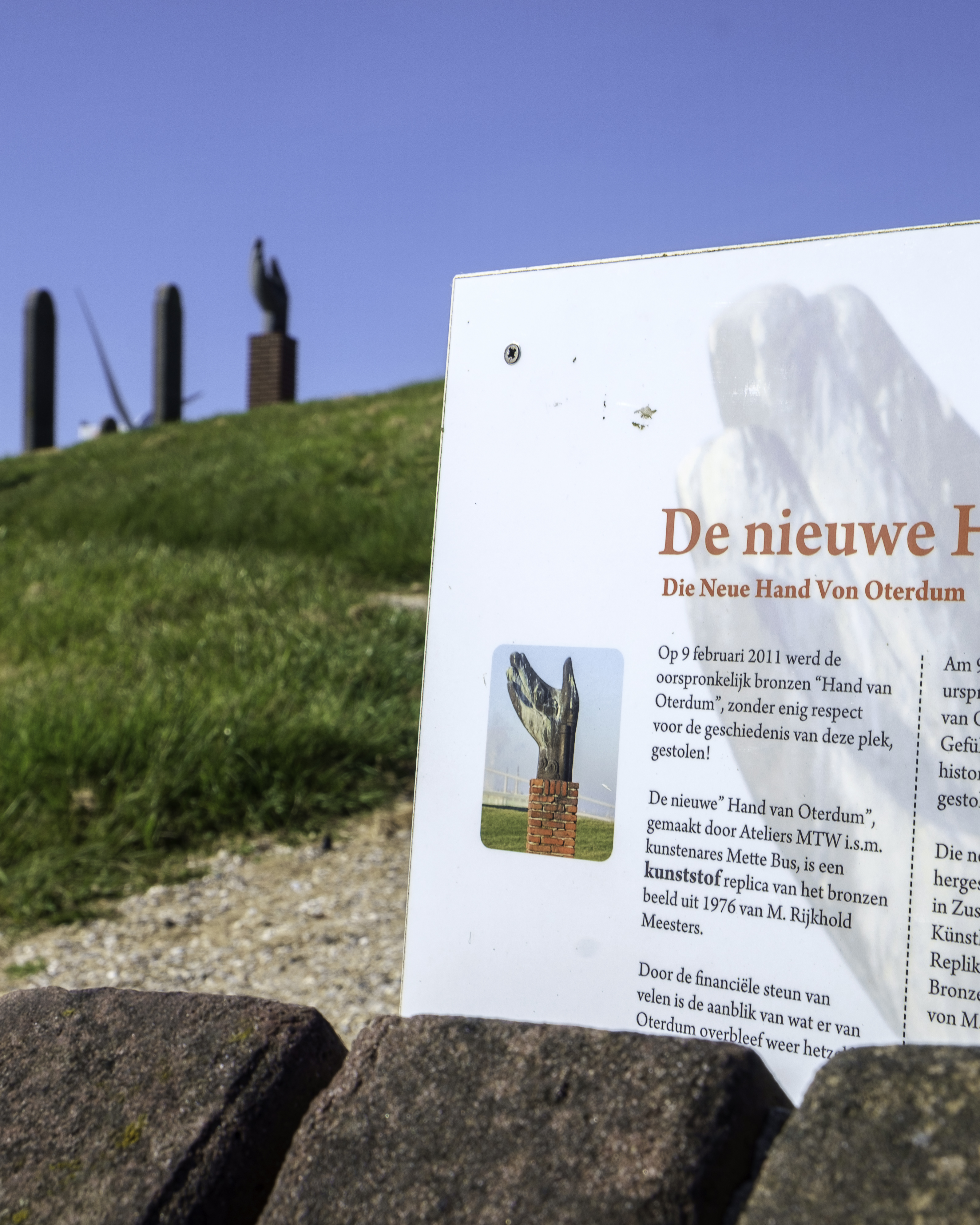
Plaquette ter herdenking van de plaatsing van een nieuw beeld in 2013 waarop benadrukt wordt dat het nieuwe beeld van kunststof is